# گواهینامه بین‌المللی رانندگی

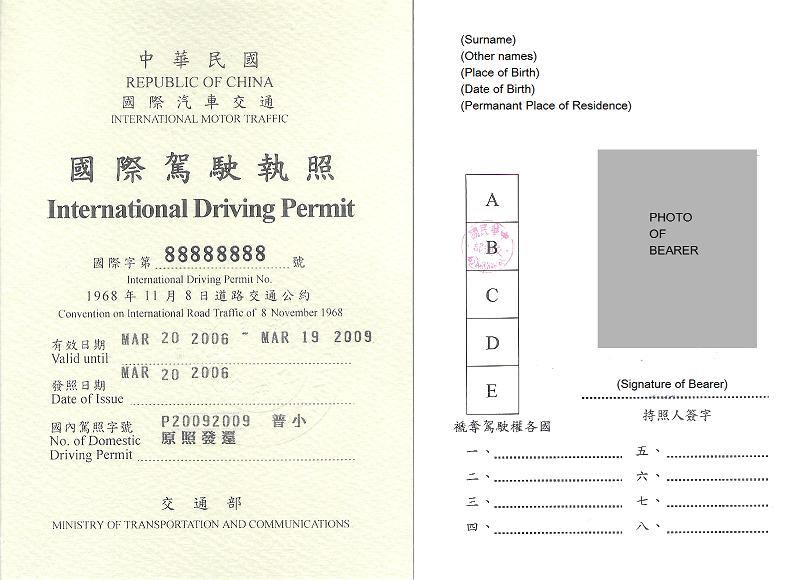
مجوز بین‌المللی رانندگی صادر شده توسط جمهوری چین (تایوان)

گواهینامه بین‌المللی رانندگی (آی‌دی‌پی) سندی است به شکل کارت یا دفترچه یا هر دوی آن‌ها که از طریق مراجع ذی‌صلاح جهت اعطای حق رانندگی در خارج از کشوری که راننده گواهینامه خود را از آنجا دریافت کرده است صادر می‌شود. این سند همراه با اصل گواهینامه صادره از کشور مرجع، معتبر است و به تنهایی، کارکرد یک گواهینامه رانندگی را ندارد.

## پیمان‌نامه ۱۹۶۸ وین
سازمان جهانی اتومبیل‌رانی، مرکز جهانی صدور گواهینامه بین‌المللی برای کشورهایی است که عضو این سازمان هستند. تعداد اعضای این سازمان ۱۹۶ کشور و آخرین مصوبه‌های آن مربوط به سال ۱۹۶۸ میلادی در نشست برگزارشده در کشور اتریش است که طبق توافق این نشست، بیشتر کشورهای عضو سازمان، گواهینامه صادره از سازمان جهانی اتومبیل‌رانی را برای استفاده اتباع خارجی معتبر اعلام کرده‌اند.
بیشتر کشورهای عضو، این قرارداد را پذیرفته‌اند.

## کنوانسیون ۱۹۴۹ ژنو
کنوانسیون ۱۹۴۹ ژنو در مورد ترافیک جاده ای توسط ۱۰۱ کشور تصویب شده است. سوئیس این کنوانسیون را امضا کرد اما آن را تصویب نکرد. کنوانسیون ۱۹۴۹ ژنو بیان می‌کند که یک IDP از تاریخ صدور به مدت یک سال با مهلت شش ماه اعتبار دارد. علاوه بر پروتکل ۱۹۴۹ در مورد علائم راه، که در ۱۶ سپتامبر ۱۹۵۰ در ژنو منعقد شد، یک توافقنامه اروپایی تکمیل کننده کنوانسیون ۱۹۴۹ در مورد ترافیک جاده ای وجود دارد.

## کنوانسیون ۱۹۲۶
کنوانسیون بین‌المللی ۱۹۲۶ در رابطه با ترافیک موتوری، کنوانسیون قدیمی تر IDP است. فقط در سومالی معتبر است. مجوزهای بین‌المللی رانندگی طبق کنوانسیون ۱۹۲۶ در مورد ترافیک موتوری ممکن است همچنان در لیختن اشتاین و مکزیک معتبر باشد. مکزیک همچنین مجوز رانندگی بین آمریکایی را طبق کنوانسیون مقررات ترافیک خودروهای بین آمریکایی ۱۹۴۳ به رسمیت می‌شناسد.

## نحوه صدور در ایران
کانون جهانگردی و اتومبیل رانی ایران وظیفه صدور گواهینامه بین‌المللی در ایران را بر عهده دارد. این کانون در سال ۱۳۱۴ (۱۹۳۵ میلادی) در ایران تأسیس شد و از همان زمان به عضویت سازمان‌های بین‌المللی FIA (فدراسیون بین‌المللی اتومبیل‌رانی) و AIT (اتحادیه بین‌المللی جهانگردی) وابسته به سازمان ملل متحد UN درآمد و فعالیت رسمی خود را در سطح جهان آغاز کرد.